# Manna

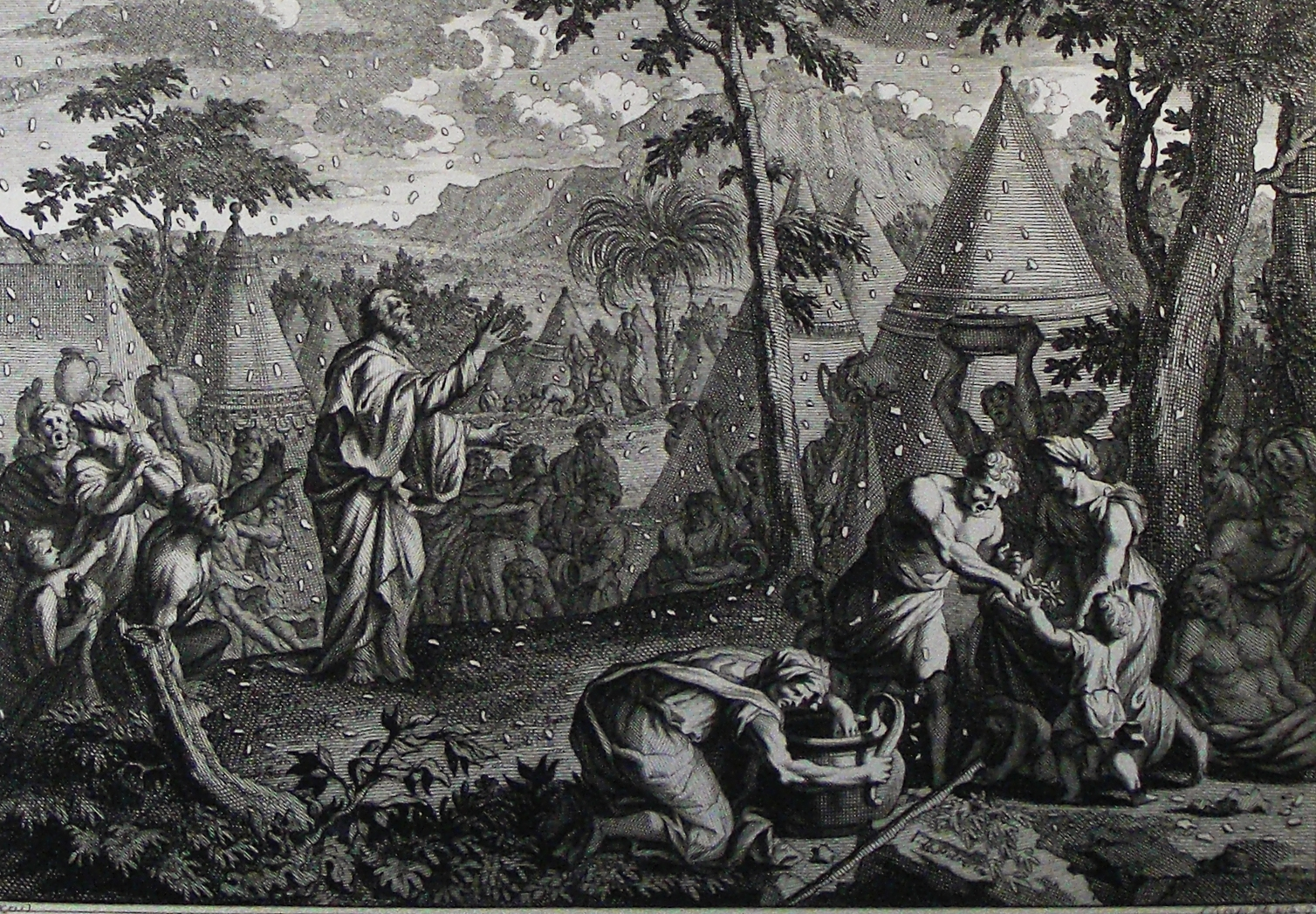
Tranh vẽ cảnh dân Do Thái đang nhặt nhạnh Manna do Chúa lẳng xuống

Manna (tiếng Do Thái: מָן/ mān, có nghĩa là "cái gì đó", tiếng Hy Lạp: μάννα, tiếng Ả rập: اَلْمَنُّ, đôi khi gọi là Mana) theo Kinh thánh là một thứ có thể ăn được mà Đức Chúa Trời đã ban phát cho người Do Thái trong chuyến hành trình của họ trên sa mạc trong khoảng thời gian 40 năm sau Cuộc Xuất Hành và trước cuộc chinh phục Ca-na-an. Thứ thức ăn Manna cũng được đề cập trong Kinh Qur'an đến ba lần. Nhiều mô tả nó có hình dáng giống bdellium nói thêm rằng người Do Thái đã nghiền nó và giã thành bánh, sau đó nướng, tạo ra thứ gì đó có vị giống như bánh nướng với dầu. Sách Xuất hành (Exodus) nói rằng Manna thô có vị giống như bánh quế được làm bằng mật ong. Manna xuất hiện mỗi buổi sáng sau khi sương đã tan và nó phải được nhặt trước khi sức nóng của mặt trời khiến nó tan chảy, Đồ đó giống như giá đọng, trắng đục, mỏng manh và rời rạc nhưng đó không phải là giá đọng, đó là thức ăn. Dân Y-sơ-ra-ên được hướng dẫn chỉ ăn ma-na mà họ đã thu thập được mỗi ngày. Nếu đem trữ Ma-na thì nó sẽ sinh giòi và hôi thối.

## Câu chuyện

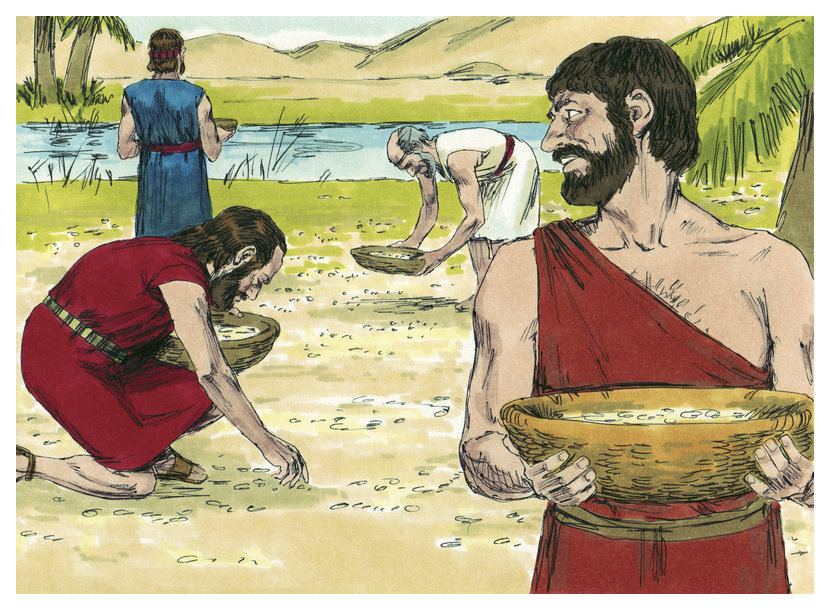
Minh họa trong sách Xuất hành về cảnh dân Do Thái nhặt nhạnh Mana

Chuyện kể rằng, sau khi rời khỏi đất Ai Cập, tiến vào sa mạc Sinai, những người dân Do Thái than trách với Mô-sê: "Phải chi chúng tôi chết bởi tay Thiên Chúa trên đất Ai-cập, khi còn ngồi bên nồi thịt và ăn bánh thoả thuê. Giờ các ông đã đưa chúng tôi ra khỏi đó mà vào sa mạc khô cằn này để rồi sớm muộn sẽ phải chết đói ở đây." Thiên Chúa nghe biết liền phán với ông Mô-sê: "Ta sẽ làm cho bánh từ trời mưa xuống cho các ngươi ăn. Dân sẽ ra lượm lấy khẩu phần cho mình, ngày nào cho ngày đó; Ta muốn thử lòng chúng như vậy xem chúng có tuân theo Luật của Ta hay không. Riêng ngày thứ sáu, sẽ có gấp đôi phần cho chúng lượm mỗi ngày để ăn vào ngày thứ Bảy – ngày Sabbath – ngày nghỉ ngơi của Thiên Chúa." Ông Mô-sê và ông A-ha-ron nói với những người dân Do Thái: "Thiên Chúa sẽ cho chúng ta thức ăn, Người đã nghe thấy những lời anh em kêu trách". Chiều đến, chim cút đất bay đến rợp cả trại. Và buổi sáng thì có lớp sương phủ quanh trại. Đến khi sương tan, người ta phát hiện trên mặt đất một thứ gì nho nhỏ mịn màng như sương muối phủ mặt đất. Khi những người dân Do Thái thấy thế, họ liền hỏi nhau: "Man hu? " Nghĩa là: "Cái gì đây?". Manna phủ trắng trước trại của người Do Thái trong sa mạc Sinai.
Bánh này có mùi vị giống bánh ngọt mỏng làm bằng mật ong. Ông Mô-sê bảo họ: "Đó là bánh Thiên Chúa ban cho anh em làm đồ ăn". Ông Mô-sê cũng nói với họ: "Đừng có ai để dành cho đến sáng mai". Một số người đã không nghe lời ông Mô-sê mà họ để dành cho đến sáng hôm sau, kết quả bánh đó đã có giòi bọ và xông ra mùi hôi thối. Bấy giờ ông Mô-sê nổi giận với họ vì họ không nghe lời Thiên Chúa. Sáng nào cũng vậy, mỗi người lượm tuỳ theo sức mình ăn được bao nhiêu. Và khi mặt trời toả sức nóng, thì nó tan ra. Những người dân Do Thái đặt tên cho vật ấy là Man-na. Nó giống như hạt ngò, màu trắng và mùi vị tựa bánh tráng tẩm mật ong. Tuy nhiên có một ngày trong tuần thì Đức Giê-hô-va dặn dân sự phải nhặt bánh ma-na nhiều gấp đôi. Đó là ngày thứ sáu. Và Đức Giê-hô-va dặn để dành một phần bánh ấy qua ngày hôm sau, vì Ngài sẽ không khiến cho bánh ấy rơi xuống ngày thứ bảy. Khi để dành bánh ma-na qua ngày thứ bảy, bánh không có giòi và không hôi thối. Con dân Israel đã ăn man-na suốt bốn mươi năm, cho đến khi họ tới miền đất hứa, họ đã ăn man-na cho đến khi tới ranh giới đất Ca-na-an. 

## Phân tích

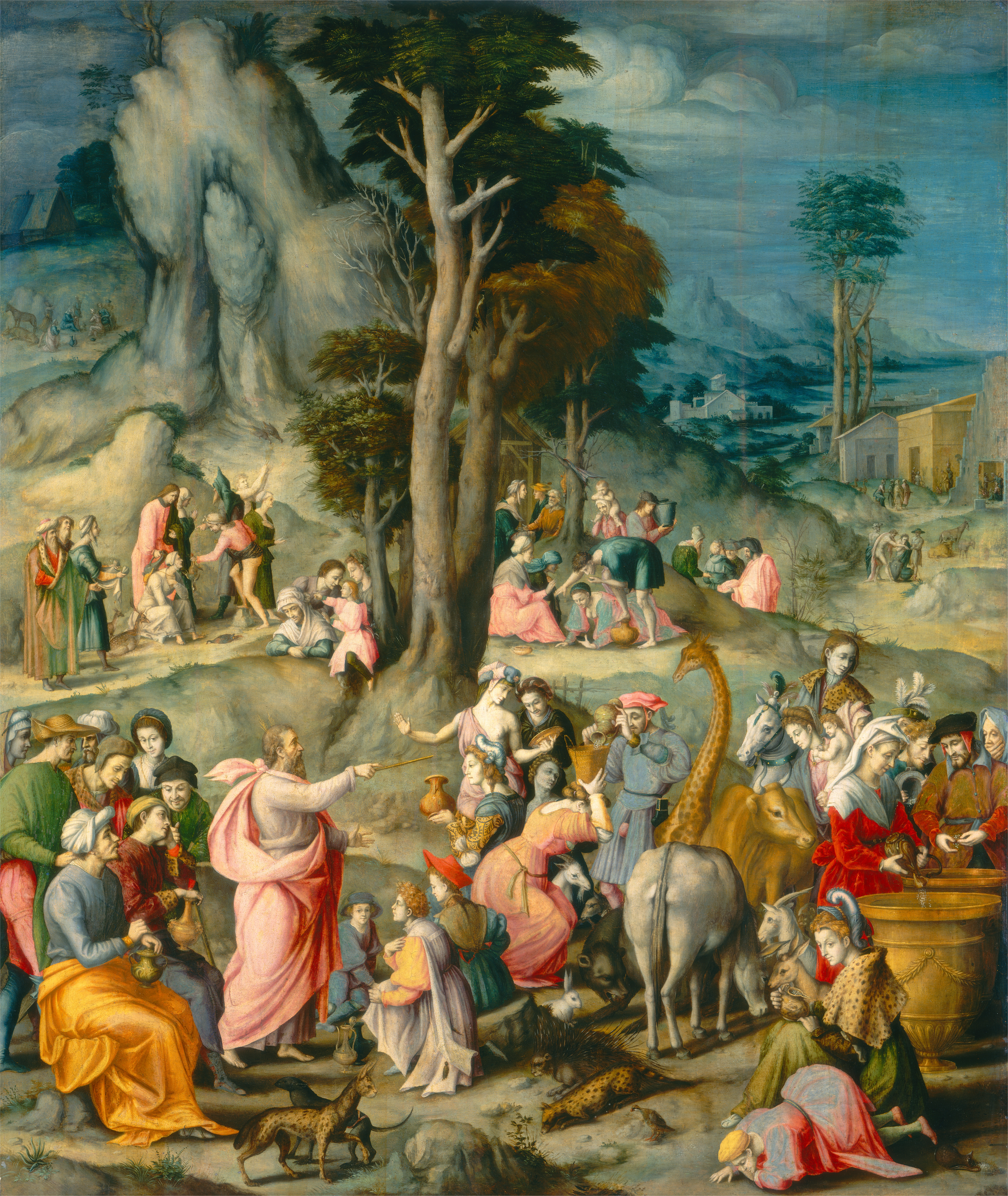
Họa phẩm nhặt nhạnh Manna

Những người hoài nghi đã cố gắng giải thích Manna như một chất tự nhiên, chẳng hạn như một loại nhựa bị côn trùng bỏ thừa lại hoặc một sản phẩm của cây Tamarisk. Tuy nhiên, chất Tamarisk chỉ xuất hiện vào tháng 6 và tháng 7 và không làm hỏng đêm.  Một số người tin rằng Zohar là một tập hợp các bình luận tinh thần và giải thích của Torah và là trung tâm của niềm tin Kabbalah huyền bí được viết vào thế kỷ XIII có thể cung cấp thêm chi tiết về nguồn thực phẩm bí ẩn này. Trong Zohar, người ta tìm thấy mô tả về những gì được gọi là Ancient of Days cung cấp Manna dẫn đến suy đoán của những người không tin vào Thiên Chúa rằng đó có thể là một loại máy bằng cách nào đó sản xuất manna một nguồn thực phẩm bí ẩn mà vẫn chưa được xác định. Năm 1978, George Sassoon và Rodney Dale đã viết một cuốn sách dựa trên bản dịch của Zohar được gọi là "The Ancient of Days". Trong cuốn sách, các tác giả kết luận rằng Manna được sản xuất từ một cỗ máy đã tạo ra thực phẩm từ tảo.
Tuy nhiên, họ cũng kết luận rằng một lò phản ứng hạt nhân được sử dụng để cấp nguồn cho máy sản xuất Manna. Đây là điều không dễ thực hiện vì người Do Thái di rời rất gấp khỏi Ai Cập sau đó di chuyển liên tục trong sa mạc Sinai trong suốt 40 năm, họ không thể mang theo một thứ như thế. Nên những gì trong truyền thuyết vẫn khả thi hơn. Theo Sách của Daniel có tên Ancient of Days là tên của Đức Chúa Trời. Trong các bài thánh ca và biểu tượng Kitô giáo chính thống phía Đông, Ancient of Days đôi khi được xác định với Chúa Cha hoặc thỉnh thoảng là Chúa Thánh Thần. Theo ghi nhận của các nhà lý thuyết nhà du hành vũ trụ cổ đại thì Zohar mô tả các bộ não có kích thước khác nhau, các khuôn mặt có kích thước khác nhau được nối với các ống khác nhau và các nguồn ánh sáng khác nhau những thứ  gợi ý rằng đây là mô tả về Thượng đế. Năng lực do Người xuất ra có thể dễ dàng tổng hợp, thay đổi cấu trúc phân tử các các hợp chất hữu cơ, các nguyên tố như Hydro, Oxy, Carbon, Nitơ vốn dĩ tràn ngập trong tự nhiên, bao hàm cả không khí thành thức ăn.